# Naeviopsis carneola
Naeviopsis carneola är en svampart som beskrevs av B. Hein & Nannf. 1992. Enligt Catalogue of Life ingår Naeviopsis carneola i släktet Naeviopsis, ordningen disksvampar, klassen Leotiomycetes, divisionen sporsäcksvampar och riket svampar, men enligt Dyntaxa är tillhörigheten istället släktet Naeviopsis, familjen Dermateaceae, ordningen disksvampar, klassen Leotiomycetes, divisionen sporsäcksvampar och riket svampar. Arten är reproducerande i Sverige. Inga underarter finns listade i Catalogue of Life.